# Lisbon Lions
The Lisbon Lions (em português, Os Leões de Lisboa) foi o apelido dado à equipe do Celtic de Glasgow que conquistou a Copa dos Campeões da Europa no Estádio Nacional em Lisboa, em 25 de Maio de 1967, derrotando a Inter de Milão por 2-1. Todos os jogadores do grupo eram pratas-da-casa, escocêses e nascidos em um raio de 30 milhas do Celtic Park. A forma de jogar do Celtic era o oposto do estilo defensivo da Internazionale.
Alessandro Mazzola abriu o placar para a Inter de Milão cobrando um penalti aos 7 minutos do primeiro tempo, após Jim Craig derrubar Renato Cappellini na área. Após o gol, os italianos recuaram, formando sua famosa defesa de 11 homens. A Inter não ganhou um único escanteio e forçou o goleiro do Celtic, Ronnie Simpson, a fazer apenas duas defesas, enquanto o Celtic havia acertado a trave duas vezes e dado outros 39 chutes a gol, dos quais 13 foram salvos pelo goleiro, 7 foram bloqueados pela defesa e 19 foram chutados para fora.

Craig redimiu-se pelo penalti aos 18 minutos do segundo tempo, quando ele tocou a bola para Tommy Gemmell, que empatou a partida para o Celtic. Com 38 minutos do segundo tempo, Bobby Murdoch chutou a bola para gol. Sua trajetória foi desviada por Steve Chalmers, marcando 2-1 para o Celtic. 

"Nós fizemos isto jogando futebol. Um futebol puro, bonito, criativo."

Jock Stein, após a vitória do Celtic na final da Copa dos Campeões da Europa
O Celtic foi o primeiro clube britânico a ganhar a Copa dos Campeões da Europa e ainda é o único clube escocês a chegar à final do torneio. Em 1970, o Celtic disputou novamente a final, mas perdeu por 2-1 na prorrogação, para o Feyenoord, da Holanda.

## Campanha do Celtic na Copa dos Campeões da Europa de 1966-67
| Copa dos Campeões da Europa | Copa dos Campeões da Europa          | Copa dos Campeões da Europa | Copa dos Campeões da Europa | Copa dos Campeões da Europa | Copa dos Campeões da Europa | Copa dos Campeões da Europa |
| Data                        | Estádio                              | Adversário                  | Placar                      | Fase                        | Marcadores do Celtic        |                             |
| --------------------------- | ------------------------------------ | --------------------------- | --------------------------- | --------------------------- | --------------------------- | --------------------------- |
| 28 de Setembro de 1966      | Celtic Park, Glasgow (H)             | FC Zürich                   | 2–0                         | 1ª fase - 1º jogo           | Gemmell, McBride            |                             |
| 5 de Outubro de 1966        | Letzigrund, Zurique (A)              | FC Zürich                   | 3–0                         | 1ª fase - 2º jogo           | Gemmell (2), Chalmers       |                             |
| 30 de Novembro de 1966      | Stade Marcel Saupin, Nantes (A)      | FC Nantes                   | 3–1                         | 2ª fase - 1º jogo           | McBride, Lennox, Chalmers   |                             |
| 7 de Dezembro de 1966       | Celtic Park, Glasgow (H)             | FC Nantes                   | 3–1                         | 2ª fase - 2º jogo           | Johnstone, Chalmers, Lennox |                             |
| 1º de Março de 1967         | Estádio de Vojvodina, Novi Sad (A)   | FK Vojvodina                | 0–1                         | Quartas-de-final - 1º jogo  | n/a                         |                             |
| 8 de Março de 1967          | Celtic Park, Glasgow (H)             | FK Vojvodina                | 2–0                         | Quartas-de-final - 2º jogo  | Chalmers, McNeill           |                             |
| 12 de Abril de 1967         | Celtic Park, Glasgow (H)             | Dukla Prague                | 3–1                         | Semi-final - 1º jogo        | Johnstone, Wallace (2)      |                             |
| 25 de Abril de 1967         | Na Julisce Stadion, Praga (A)        | Dukla Prague                | 0–0                         | Semi-final - 2º jogo        | n/a                         |                             |
| 25 de Maio de 1967          | Estádio Nacional (Jamor), Lisboa (N) | Internazionale Milano F.C.  | 2–1                         | Final                       | Gemmell, Chalmers           |                             |

## O time
1. Ronnie Simpson (Goleiro)
2. Jim Craig (Lateral-direito )
3. Tommy Gemmell (Ala-esquerdo)
4. Bobby Murdoch (Médio-volante)
5. Billy McNeill (Capitão, Zagueiro central)
6. John Clark (Quarto-zagueiro)
7. Jimmy Johnstone (Ponta-direita)
8. Willie Wallace (Meia-direita)
9. Stevie Chalmers (Centroavante)
10. Bertie Auld (Meia-esquerda)
11. Bobby Lennox (Ponta-esquerda)
12. John Fallon (Goleiro substituto, não utilizado)

- Jock Stein (Técnico)
- Sean Fallon (Assistente)

Nota: Na época, o Celtic não usava números nas costas das camisas. Os números só eram utilizados na parte da frente dos shorts.
A única substituição permitida era um segundo goleiro.